# Артьомов Володимир Миколайович
Володимир Миколайович Артьомов (рос. Владимир Николаевич Артёмов; 7 грудня 1964, Владимир) — радянський гімнаст, триразовий чемпіон світу в командній першості, триразовий чемпіон світу у вправах на брусах, абсолютний чемпіон Олімпійських ігор, олімпійський чемпіон в командній першості, у вправах на брусах та у вправах на перекладині. Заслужений майстер спорту СРСР зі спортивної гімнастики (1984).

## Біографія
Прийшов в гімнастику в 1972 у віці 8 років по набору в школі. З тих пір 18 років займався гімнастикою. Перша велика перемога прийшла у 1980 році, коли він виграв юніорський чемпіонат СРСР в Алма-Аті. У 1982 році посів сьоме місце на дорослому чемпіонаті країни і потрапив до збірної СРСР, в якій виступав вісім років.
Абсолютний чемпіон СРСР 1984 року. Володар Кубка СРСР в багатоборстві 1986 року. Чемпіон СРСР у вправах на коні (1986), брусах (1986, 1987, 1988), поперечині (1986), срібний призер в багатоборстві (1988), Кубка СРСР в багатоборстві (1985, 1988), Чемпіонату СРСР у вільних вправах (1988), у вправах на брусах (1985), поперечині (1988), бронзовий призер в багатоборстві (1983, 1985), Кубка СРСР в багатоборстві (1983), у вправах на коні (1985), брусах (1982, 1983, 1984).
У збірній команді СРСР він довго перебував у тіні своїх іменитих товаришів по команді Юрія Корольова і Дмитра Білозерчева, та на Сеульській Олімпіаді 1988 року прийшов зоряний час Володимира Артьомова, де він завоював 4 золоті та 1 срібну нагороди. Одну із золотих нагород він здобув в абсолютній першості, випередивши своїх товаришів по команді Валерія Люкіна і Дмитра Білозерчева, які посіли друге і третє місця відповідно. Артьомов виконав свої вправи впевнено, без грубих помилок, в той час, як діючий абсолютний чемпіон світу Дмитро Білозерчев грубо помилився у своїй коронній вправі на перекладині, втративши 0,5 бала та відставши у підсумку від Володимира на 0,15 балів.
Крім того виграв чемпіонат світу в командній першості (1985, 1987, 1989), у вправах на брусах (1983, 1987, 1989), срібний призер в багатоборстві (1985), в командній першості (1983), у вільних вправах (1987, 1989), в вправах на перекладині (1989), бронзовий призер в багатоборстві (1987), в опорних стрибках (1989).
Після завершення спортивної кар'єри у 1989 році Володимир Артьомов, який закінчив Володимирський державний педагогічний інститут, деякий час працював у ньому викладачем. У 1990 році переїхав до США на запрошення національної федерації гімнастики цієї країни. З тих пір працює там тренером. Живе в Сан-Антоніо, веде заняття зі спортивної гімнастики в місцевій гімнастичній школі, в якій займається 600 осіб, в тому числі і його син Саша Артьомов. На літніх Олімпійських іграх 2008 року в Пекіні Саша Артьомов виступав у складі збірної США, і завоював бронзову нагороду в командному заліку. Товариші Володимира Артьомова по збірній СРСР на сеульській Олімпіаді Дмитро Білозерчев і Валерій Люкін також працюють тренерами з гімнастики у США.

## Державні нагороди
Нагороджений орденом «Знак Пошани» (1985).

## Спортивні результати

### Виступи на Олімпіадах
| Олімпіада | Дисципліна       | Місце             |
| --------- | ---------------- | ----------------- |
| Сеул 1988 | абсолютний залік | Золото            |
| Сеул 1988 | командний залік  | Золото            |
| Сеул 1988 | вільні вправи    | Срібло            |
| Сеул 1988 | опорний стрибок  | 6T (кваліфікація) |
| Сеул 1988 | паралельні бруси | Золото            |
| Сеул 1988 | поперечина       | Золото            |
| Сеул 1988 | кільця           | 5T (кваліфікація) |
| Сеул 1988 | кінь             | 7T (кваліфікація) |